# Фрідріх Бертрам фон Армін
Фрідріх Бертрам Сікст фон Армін (нім. Friedrich Bertram Sixt von Armin; нар. 27 листопада 1851, Ветцлар — пом. 30 вересня 1936, Магдебург) — німецький воєначальник прусської армії, генерал від інфантерії німецької імперської армії. Учасник французько-прусської та Першої світової воєн.

## Біографія
Фрідріх Бертрам Сікст фон Армін народився у Ветцларі, ексклаві Прусського королівства, Рейнській провінції, у шляхетній родині фон Армінів. 1870 році, після закінчення школи, він поступив на військову службу фанен-юнкером до 4-го гренадерського гвардійського полку. Брав участь у французько-прусській війні, був важко поранений у битві при Гравелотті. Фон Армін був нагороджений Залізним хрестом другого класу та підвищений до лейтенанта. Згодом він служив ад'ютантом полку, а також обіймав інші штабні полкові посади.
В 1897 році отримав посаду начальника генерального штабу XIII. (Королівського Вюртемберзького) армійського корпусу, присвоєне звання оберст-лейтенанта. У 1900 році фон Армін призначений командиром 55-го піхотного полку з одночасним присвоєнням військового звання оберст. Наступного року його призначили начальником штабу Гвардійського корпусу. 1903 році він отримав звання генерал-майора, в 1906 році — генерал-лейтенанта імператорської армії. Надалі служив у німецькому генеральному штабі, в 1908 році фон Армін був призначений командиром 13-ї піхотної дивізії, що дислокувалася в Мюнстері. У 1911 році він змінив Пауля фон Гінденбурга на посаді командира IV корпусу в Магдебурзі, а в 1913 — отримав звання генерала від інфантерії.
На початок Першої світової війни IV корпус генерала від інфантерії фон Арміна та входили до складу 1-ї армії генерал-полковника Александра фон Клюка на Західному фронті. Корпус брав активну участь у битвах та боях у Франції на початку Великої війни: поздовж кордонів, при Монсі, у першій битві на Марні. Надалі генерал фон Армін продовжував командувати армійським корпусом на Західному фронті. 1916 році за вміле керівництво військами, зокрема в битвах при Артуа та на Соммі (особливо у боях у Дельвільському лісі та за Позьєр), був нагороджений Pour le Mérite.
25 лютого 1917 року Фрідріха фон Арміна призначили командувачем 4-ї армії, що увійшла до Групи армій кронпринца Рупрехта. Ця армія билася з англійцями у Фландрії протягом решти війни, зокрема, відбиваючи британський наступ біля Пашендейле, атакувала у Весняному наступі 1918 року і, нарешті, з серпня 1918 року відступала з боями у Стоденному наступі. За відмінне командування та бойові заслуги на посаді командувача 4-ї армії фон Армін був нагороджений орденом Чорного орла, а також дубовим листям до Pour le Mérite. Після підписання перемир'я 11 листопада 1918 року, генерал фон Армін повернувся зі своїми військами до Німеччини, де після демобілізації кайзерівської армії пішов у відставку.

## Звання
- Фанен-юнкер (16 липня 1870)
- Фенріх з портупеєю (10 листопада 1870)
- Другий лейтенант (12 січня 1871)
- Перший лейтенант (17 лютого 1880)
- Гауптман (17 квітня 1886)
- Майор (22 березня 1891)
- Оберстлейтенант (22 березня 1897)
- Оберст (27 січня 1900)
- Генерал-майор (18 квітня 1903)
- Генерал-лейтенант (25 жовтня 1906)
- Генерал піхоти (7 квітня 1911)

## Нагороди
- Залізний хрест 2-го класу зразка 1870 року із застібками «25» і зразка 1914 року
- Пам'ятна військова медаль за кампанію 1870-71
- Хрест «За вислугу років» (Пруссія)
- Столітня медаль
- Орден Червоного орла
  - 2-го класу з дубовим листям і короною
  - великий хрест (1917)
- Залізний хрест 1-го класу зразка 1914 року
- Орден Альберта (Саксонія), лицарський хрест
- Орден Фрідріха (Вюртемберг), лицарський хрест
- Медаль «За військові заслуги» (Австро-Угорщина)
- Орден Бертольда I, лицарський хрест
- Королівський орден дому Гогенцоллернів, лицарський хрест з мечами
- Почесний громадянин міста Вецлар (1916)
- Pour le Mérite з дубовим листям
  - орден (10 серпня 1916)
  - дубове листя (3 серпня 1917)
- Орден Чорного орла (1917)
- Військовий орден Максиміліана Йозефа, великий хрест (9 березня 1918)
- Військовий орден Святого Генріха, командорський хрест 1-го класу (7 травня 1918)
- Орден Святого Йоанна (Бранденбург), почесний лицар
- Почесний хрест ветерана війни з мечами

## Вшанування
- Казарми Зікста фон Арміна (нім. Sixt-von-Armin-Kaserne) були у Магдебурзі (1928, 1930-45) та Вецларі (1964-92).
- У Вецларі є вулиця Зікста фон Арміна (нім. Sixt-von-Armin-Straße).